# فدراسیون جودوی ایران
فدراسیون جودوی ایران در ۱۱ دی ماه ۱۳۵۴ به‌طور رسمی تأسیس شد. این سازمان عالی‌ترین سازمان جودو در ایران و مورد تأیید کمیته ملی المپیک می‌باشد. در ۹ اردیبهشت ۱۴۰۰ کمیته انضباطی فدراسیون جهانی جودو، فدراسیون جودو ایران را به مدت چهار سال تعلیق کرد.

## وقایع مهم
۱۱ دی ماه ۱۳۵۴ پیدایش
۲۷ شهریور ۱۳۹۸ تعلیق فدراسیون جودو ایران توسط فدراسیون جهانی جودو.

## اعضای هیئت رئیسه
رئیس فدراسیون: آرش میراسماعیلی

مشاور رئیس فدراسیون: حسن کردمیهن

سرپرست نایب رئیس: محمدرضا عمادی
سرپرست نایب رئیس بانوان: صدیقه کعبی‌زاده 
دبیرکل: مجتبی قدمی

## رؤسای فدراسیون
1. بهروز سرشار (۱۳۵۴-۱۳۵۶)[۴]
2. شهریار شفیق (۱۳۵۶-۱۳۵۷) زیر نظر ورزشهای رزمی[۴]
3. بهروز سرشار (۱۳۵۸-۱۳۵۹)[۴]
4. محمد مهرآیین (۱۳۵۹-۱۳۶۴)[۴]
5. کاظم یزدانی (۱۳۶۴-۱۳۶۸)[۴]
6. محمد مهرآیین (۱۳۶۸-۱۳۷۵)[۴]
7. محمد درخشان (۱۳۷۵-۱۳۸۷)[۴]
8. عبدالجلیل رضوی (۱۳۸۷)[۴]
9. علیرضا امینی (۱۳۸۷-۱۳۸۸)[۴]
10. محمد درخشان (۱۳۸۸-۱۳۹۷)[۴]
11. آرش میراسماعیلی (۱۳۹۷-تاکنون)

## تاریخچه

### پیش از انقلاب
در اواخر دهه ۱۳۳۰ دو نفر افسر پلیس به نام بهروز سرشار و انوشیروان شهیدی جهت بازدید به آکادمی پلیس سوئد اعزام شدند و درآنجا با تمرینات جودو که توسط دانشجویان انجام می‌شد آشنا شدند.
با موافقت شهربانی آقایان سروان سرشار و ستوان سعادتمند جهت طی دوره ویژه به کودوکان ژاپن در سال ۱۳۴۷ اعزام و هر دو نفر پس از مراجعت موفق به اخذ کمربند مشکی دان یک شدند.
در سال ۱۳۴۸ گروه دوم از شهربانی شامل آقایان سرشار، صنعتکاران و مهدیزان جهت طی دوره جودو به کودوکان اعزام شدند که در مراجعت از طریق تربیت بدنی نیروهای مسلح موظف به تشکیل انجمن کشور (نیروها) شدند.
در سال ۱۳۵۱ اولین مسابقات جودو رسمی بین دانشجویان دانشگاه‌ها برگزار گردید که تیم دانشکده افسری شهربانی با مربیگری آقایان سعادتمند و فکرت به مقام قهرمانی رسید.
در اواخر سال ۱۳۵۳ تیم جودو نیروهای مسلح به شوروی اعزام و دریک دیداری دوستانه در آن کشور شرکت نمودند.
در سال ۱۳۵۴ تیم جودو نیروهای مسلح در مسابقات جودوسیزم در ایتالیا شرکت نمود
در ۱۱ دیماه ۱۳۵۴ فدراسیون جودو ایران رسمیت یافت و آقای بهروز سرشار رئیس و آقای فکرت بعنوان دبیر فدراسیون اعلام شدند
در سال ۱۳۵۵ اولین مسابقه باشگاه‌های کشور برگزار و تیم ژاندارمری برنده کاپ اهدایی سفارت ژاپن گردید
در سال ۱۳۵۷ تیم جودو نیروهای مسلح عازم استراسبورگ فرانسه به سرپرستی آقای سرشار و مربیگری آقای فکرت گردید.
در پاییز همان سال تیم ملی جودو به مسابقات جودو مصراعزام وپس از چند دیدار دوستانه با موفقیت به کشور بازگشت.

### پس از انقلاب
پس از انقلاب، آقای فکرت سرپرست فدراسیون ورزشهای رزمی که از سال ۱۳۵۶ سه رشته جودو، کاراته و تکواندو در آن ادغام شده بودند گردید و در اولین اقدام خود این سه رشته را از هم جدا و فدراسیون جودو به‌طور مستقل مشغول گردید.
پس از فکرت محمد مهرآئین به سمت ریاست فدراسیون جودو و سرپرستی فدراسیون‌های کاراته، تکواندو منصوب و با شروع جنگ تحمیلی تقریباً برنامه‌های فدراسیون علیرغم تلاش ایشان تحت تاثیر مشکلات ناشی از جنگ بود. مهرآیین طی دو دوره ریاست فدراسیون را عهده دار بود، سپس دوره سرپرستی توحیدی و کریمی به این فدراسیون بود که حدوداً ۶ ماه طول کشید و پس از آن آقای کاظم یزدانی به سمت ریاست فدراسیون جودو منصوب شد.
در سال ۱۹۹۲ تیم ملی نیروهای مسلح ایران در سئول کره در مسابقات جودوی ارتش‌های جهان شرکت نمود که کیوان دهناد موفق به کسب نخستین درجه داوری بین‌المللی از فدراسیون جهانی جودو شد.
در سال ۱۳۷۰ اولین دوره مسابقات بین‌المللی فجر برگزار و در همان سال مسابقات جودوی قهرمانی آسیا در اوزاکای ژاپن برگزار و مجید زارعیان و دهقان موفق به اخذ نقره آسیایی شدند و در مسابقات بعدی که در ۱۳۷۱ در ماکائو برگزار شد، تیم ایران توسط خسرو دلیر و محمود میران مدال برنز آسیا را دریافت نمودند و سپس مسابقات آسیایی هیروشیما و ادوار دیگر تورنمنت فجر و آسیایی هندوستان برگزار گردید.

### دوران معاصر
دوران معاصر جودوی ایران از سال ۱۳۷۵ با ریاست محمد درخشان شروع گردید و از مهم‌ترین مسائل این دوره موفقیت در کسب عنوان ریاست آموزش کنفدراسیون آسیا و کسب دو مورد قهرمانی جهان و دو مدال برنز جهانی توسط آرش میراسماعیلی بود.
درحال حاضر آرش میراسماعیلی ریاست فدراسیون جودو را به عهده دارد.

## تعلیق فدراسیون جودو
درسال ۲۰۱۹ پس از وقایع مسابقات قهرمانی جهان در ژاپن، فدراسیون جهانی تصمیم گرفت که فدراسیون جودو را تعلیق کند.
متن بیانیه فدراسیون جهانی:
فدراسیون جهانی جودو اعلام کرد بعد از اتفاقاتی که در رقابت‌های قهرمانی جهان ۲۰۱۹ توکیو رخ داد که طی آن سعید ملایی از طرف مقامات ایرانی مجبور به کناره‌گیری از رقابت خود شد، این فدراسیون اقدام به تعلیق جودوی ایران از حضور در کلیه رقابت‌های بین‌المللی کرد.
این رفتارها در تضاد کامل با مفاد نامه‌ای است که به تاریخ ۸ می ۲۰۱۹ به فدراسیون جهانی جودو ارسال شد که امضای سید رضا صالحی امیری، رئیس کمیته ملی المپیک ایران و آرش میراسماعیلی، رئیس فدراسیون جودوی ایران در پای آن قرار داشت. در آن نامه این‌طور ذکر شده بود که ما تمایل داریم که این را تأیید کنیم که کمیته المپیک ایران کاملاً به منشور المپیک و اصول آن پایبند است و فدراسیون ایران کاملاً آن را رعایت می‌کند.
ایران علاوه بر این، نقض آشکار و جدی اساسنامه فدراسیون جهانی جودو را انجام داده و اهداف و اساس فعالیت فدراسیون جهانی را رعایت نکرده‌است. بدون هیچ پیش داوری یا اتهام احتمالی، این رفتارها موارد زیر را نقض کرده‌است:
- اساسنامه فدراسیون جهانی جودو
- احترام به اصول جهانی و هرگونه بی‌طرفی سیاسی
- ماده ۱٫۲٫۴: قائل نشدن هرگونه تبعیض به هر دلیلی در رابطه با نژاد، رنگ پوست، جنسیت، تمایل‌های جنسی، زبان، مذهب، گرایش‌ها سیاسی یا عقیدتی، ثروت و …
- قوانین سازمانی و ورزشی فدراسیون جهانی جودو
- ماده۱٫۲٫۲ - تبانی و باخت عمدی(نتیجه غیرواقعی)
- اصول اخلاقی فدراسیون جهانی جودو
- منشور المپیک
کمیته اجرایی فدراسیون جهانی جودو در نظر گرفت که چنین رفتاری غیرقابل تحمل است و در نتیجه با استناد به ماده ۲۸ اساسنامه فدراسیون جهانی جودو پروسه قضایی علیه فدراسیون ایران و ارائه این پرونده به کمیته انضباطی فدراسیون جهانی جودو در اسرع وقت صورت می‌گیرد.
رفتار مورد بحث به قدری جدی است که تعلیق فدراسیون جودوی ایران را با استناد به ماده ۲۸٫۲٫۴ اساسنامه فدراسیون جهانی جودو تصویب کنیم.
کمیسیون دریافته که چنین رفتار مشابهی در گذشته نیز رخ داده‌است. در طول بازی‌های المپیک ۲۰۰۴ آرش میراسماعیلی، رئیس فعلی فدراسیون جودوی ایران از طرف مقامات ایرانی مکلف شد تا در مقابل حریف اسراییلی مبارزه نکند. چنین اتفاق مشابهی در گرنداسلم پاریس ۲۰۱۹ برای سعید ملایی رخ داد. رویداد بعدی فدراسیون جهانی رقابت‌های گرندپری ازبکستان است که ۲ روز دیگر برگزار می‌شود.
کمیسیون دلایل کافی دارد که فدراسیون جودوی ایران در آینده نیز چنین رفتاری را تکرار خواهد کرد که بر خلاف منافع، اصول و اهداف فدراسیون جهانی جودو است.
کمیته انضباطی فدراسیون جهانی جودو اعلام می‌دارد، فدراسیون جودوی ایران از تمامی رقابت‌ها، تمامی فعالیت‌های اجتماعی و اجرایی که از طرف فدراسیون جهانی جودو سازماندهی می‌شود، از امروز (۲۷ شهریور ماه ۹۸) تا اعلام تصمیم نهایی در مورد این پرونده تعلیق خواهد بود.
با این که تصمیم نهایی در این‌باره اتخاذ نشده اما این تعلیق قابل اجرا است. به اطلاع فدراسیون جودو ایران رسیده‌است، این تصمیم می‌تواند به دادگاه عالی ورزش برده شود، محدوده زمانی اعتراض ایران به دادگاه عالی ورزش ۲۱ روز از دریافت این بیانیه است.
این حکم به افراد ذیل نیز ابلاغ می‌شود:
آقای ماریوس ویزر، رئیس فدراسیون جهانی جودو، آقای ژان لوک روگ، دبیرکل فدراسیون جهانی جودو، آقای عبید الانزی، رئیس اتحادیه جودوی آسیا، محمد مریدا، مدیر آموزش و مربیگری فدراسیون جهانی جودو و آقای ولادیمیر بارتا، رئیس دپارتمان ورزشی فدراسیون جهانی جودو و فدراسیون جودوی ایران.
در روز پنج‌شنبه ۹ اردیبهشت ۱۴۰۰ کمیته انضباطی فدراسیون جهانی جودو، فدراسیون جودو ایران را به مدت چهار سال تعلیق کرد. این تعلیق به دلیل نقض اساسنامه فدراسیون جهانی و بی‌توجهی به هشدارهای مکرر این نهاد در رابطه با خودداری از رویارویی با ورزشکاران اسرائیلی می‌باشد،این محرومیت شامل فدراسیون، مدیران، ورزشکاران، و تیم‌های جودو ایران می‌شود.